# کلالم بی (واشینگتن)
کلالم بی (به انگلیسی: Clallam Bay) یک منطقهٔ مسکونی در ایالات متحده آمریکا است که در شهرستان کلالام، واشینگتن واقع شده‌است. کلالم بی ۱٫۴۶ کیلومتر مربع مساحت و ۳۶۳ نفر جمعیت دارد و ۹٫۴۵ متر بالاتر از سطح دریا واقع شده‌است.